# Peter Taptuna
Peter Taptuna (nascido em 1956) é um político canadense, é o terceiro e o e atual primeiro-ministro de Nunavut, o maior território do Canadá.
Ele foi eleito pela primeira vez na eleição geral, realizada em 28 de outubro de 2013, para representar a ponta mais ocidental de Nunavut (o povoado de Kugluktuk), na 4ª Assembleia Legislativa de Nunavut.
Ele foi eleito o governador de Nunavut em 15 de novembro de 2013, pelo fórum de liderança de Nunavut. Ele foi formalmente empossado em 19 de novembro de 2013.
De 2009 a 2013, ele ocupou vários cargos dentro do governo de Nunavut, incluindo o de vice-ministro, o de ministro responsável pela Nunavut Development Corporation, e o de ministro responsável pela Nunavut Business Credit Corporation, ministro responsável pela Mines, e desde 19 de novembro de 2008, o ministro de desenvolvimento econômico e transportes.